# Lydia Molander
Lydia Sofia Katarina Molander, född Wessler den 22 december 1851 i Gefle församling, Gävleborgs län, död 13 december 1929 i Matteus församling, Stockholms stad, var en svensk skådespelerska, som tillbringade merparten av sin scenkarriär i Finland. 

## Biografi
Molander tillhörde 1869–1872 Kungliga Musikaliska Akademien, och utbildades vidare i sång av Fredrika Stenhammar. Hon anställdes 1873 vid Kungliga Teatern, där hon gjorde några mindre sångpartier och roller innan hon 1874 anställdes vid Svenska teatern i Helsingfors, där hon stannade till 1894. Från 1901 var hon vid Svenska teatern i Stockholm. Hon lämnade scenen 1922.
Hon var en mångsidig skådespelerska som rörde sig inom såväl opera och operett som drama och komedi. Hon ansågs ha ”en särdeles vacker och välskolad sångröst samt ett älskligt, intagande yttre”.
Bland hennes roller syns Susanna och Cherubin i Wolfgang Amadeus Mozarts Figaros bröllop, Desdemona i William Shakespeares Othello, Eline i Henrik Ibsens Fru Inger till Östråt, Martha i Johann Wolfgang von Goethes Faust, Élmire i Molières Tartuffe och Nitouche i Florimond Hervés Lilla Helgonet.
Hon var från 1888 gift med författaren och teaterregissören Harald Molander, och mor till regissörerna och skådespelarna Gustaf (född 1888) och Olof Molander (född 1892). Makarna Molander är begravda på Norra begravningsplatsen utanför Stockholm.

## Teater

### Roller (urval)
| År   | Roll            | Produktion                                              | Regi             | Teater                                               |
| ---- | --------------- | ------------------------------------------------------- | ---------------- | ---------------------------------------------------- |
| 1889 | Maria           | Den ondes besegrare Thomas Overskou                     |                  | Svenska teatern, Helsingfors                         |
| 1901 | Godsägarinnan   | Midsommareld Hermann Sudermann                          |                  | Svenska teatern, Stockholm                           |
| 1905 | Hovdamen        | Livets dal Max Dreyer                                   | Karl Hedberg     | Svenska teatern, Stockholm                           |
| 1906 |                 | Flyttfåglar Maurice Donnay och Lucien Descaves          |                  | Svenska teatern, Stockholm                           |
| 1906 |                 | Livet på landet Fritz Reuter                            |                  | Svenska teatern, Stockholm                           |
| 1906 |                 | Småborgare Maksim Gorkij                                |                  | Svenska teatern, Stockholm                           |
| 1907 |                 | Henrik IV William Shakespeare                           |                  | Svenska teatern, Stockholm                           |
| 1907 |                 | Kronbruden August Strindberg                            | Victor Castegren | Svenska teatern, Stockholm                           |
| 1908 | Miss Ramsden    | Mannen och hans överman George Bernard Shaw             |                  | Svenska teatern, Stockholm                           |
| 1909 | Lady Sellenger  | Mrs Dot W. Somerset Maugham                             | Karl Hedberg     | Svenska teatern, Stockholm                           |
| 1909 |                 | Ett storstadshem Christopher Boeck                      |                  | Oscarsteatern/ Turné                                 |
| 1909 |                 | Djävulens lärjunge George Bernard Shaw                  | Karl Hedberg     | Svenska teatern, Stockholm                           |
| 1911 | Fröken Neubrunn | Wallenstein Friedrich Schiller                          | Gunnar Klintberg | Svenska teatern, Stockholm                           |
| 1911 |                 | Kärlekens ögon Johan Bojer                              |                  | Svenska teatern, Stockholm                           |
| 1911 | Buvreusen       | Gardesofficeren Ferenc Molnár                           | Gunnar Klintberg | Svenska teatern, Stockholm                           |
| 1912 |                 | De fem frankfurtarna Carl Rössler                       |                  | Svenska teatern, Stockholm                           |
| 1914 | Tant Röper      | Kompanjonen Adolph L'Arronge                            | Knut Nyblom      | Vasateatern                                          |
| 1914 | Prinsens moder  | Svanevit August Strindberg                              | Victor Castegren | Svenska teatern, Stockholm                           |
| 1915 |                 | Lycko-Pers resa August Strindberg                       | Gunnar Klintberg | Svenska teatern, Stockholm                           |
| 1916 | Fru Rüder       | Gamla Heidelberg (Alt-Heidelberg) Wilhelm Meyer-Förster |                  | Svenska teatern, Stockholm                           |
| 1917 | Hedvig          | Pärlhalsbandet Lothar Schmidt                           | Gunnar Klintberg | Vasateatern (gästspel av Svenska teatern, Stockholm) |